# 西佐川駅
西佐川駅（にしさかわえき）は、高知県高岡郡佐川町にある、四国旅客鉄道（JR四国）土讃線の駅である。駅番号はK12。
当駅はもともと改正鉄道敷設法別表102号にある「愛媛県松山附近ヨリ高知県越知ヲ経テ佐川ニ至ル鉄道」の分岐駅として作られた。ジェイアール四国バス松山高知急行線はこの構想を継いだものである。

## 歴史
- 1924年（大正13年）3月30日：鉄道省の駅として開設[2]。
- 1950年（昭和25年）3月22日：昭和天皇のお召し列車が5分間停車。駅前奉迎が行われた（昭和天皇の戦後巡幸）[4]。
- 1970年（昭和45年）10月1日：駅の営業範囲を一般運輸営業から旅客のみに変更[2]。
- 1987年（昭和62年）4月1日：国鉄分割民営化により、JR四国の駅となる[2]。
- 2010年（平成22年）9月1日：無人駅化[3][5]。
- 2016年（平成28年）10月17日：駅舎が佐川町に譲渡される[6]。
- 2017年（平成29年）2月23日：改修工事が終了し、それに合わせて「仁淀ブルー観光協議会」が入所する[7]。

## 駅構造
単式・島式ホーム混合2面3線を有する地上駅。高知駅 - 窪川駅間CTC化時に、1線スルー化されており、写真左の1番線より上り副本線、上下本線、下り副本線となっている。2番線が1線スルーの通過線（制限100km/h）となっている。松山方面の分岐駅として計画されたので、1番線と2番線の間が広く取ってある。
駅舎についてJR四国は老朽化による解体方針を立てていたが、地元の要望により2016年10月に佐川町へ譲渡された。JR四国からの条件として佐川町の整備により耐震補強が行われると共に、屋内トイレ（水洗式）・待合室・交流スペースと「仁淀ブルー観光協議会」の事務所が設置された。

### のりば
前述のように2番のりばが上下本線となっているが、運用上では専ら特急列車の通過線として使用され、停車列車は副本線（1番のりば・3番のりば）を方向別に使い分けている。

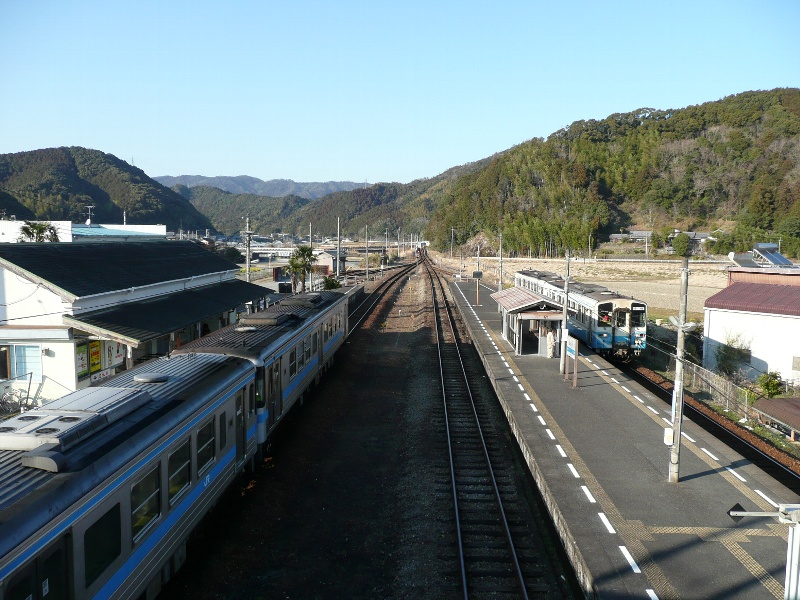
ホーム（2008年3月）

| のりば | 路線    | 方向                               | 行先                               |
| ------ | ------- | ---------------------------------- | ---------------------------------- |
| 1      | ■土讃線 | 上り                               | 高知・土佐山田方面                 |
| 2      | ■土讃線 | （予備ホーム。通常は特急通過のみ） | （予備ホーム。通常は特急通過のみ） |
| 3      | ■土讃線 | 下り                               | 須崎・窪川方面                     |

- ホーム（2008年3月）

## 利用状況
| 1日乗降人員推移 | 1日乗降人員推移 |
| 年度            | 1日平均人数     |
| --------------- | --------------- |
| 2011年          | 638             |
| 2012年          | 680             |
| 2013年          | 660             |
| 2014年          | 600             |
| 2015年          | 598             |

## 駅周辺
- 高知県立佐川高等学校
- 佐川町立佐川小学校
- 高知県佐川警察署
- 国道33号
- 高知県道296号西佐川停車場線
- 高知県道297号岩目地西佐川停車場線

## バス路線
駅前に「西佐川駅」停留所があり、黒岩観光とさかわぐるぐるバスの路線が発着する。
黒岩観光
- 黒岩線
  - 文化センター / 越知

※越知行き：最終便は柴尾（）止り。日曜・祝日と正月三が日は全便運休。
- 尾川線
  - 佐川駅 / 古畑

※古畑行き：金曜は「峰」まで延長運行。日曜・祝日は全便運休。
さかわぐるぐるバス
- 佐川町内を運行するコミュニティバス。運行日は路線によって異なるが、土・日と年末年始（12月29日 - 翌年1月3日）は全便運休となる[9]。

## その他
- 1997年冬季、2023年夏季の青春18きっぷのポスターに登場した駅である[10]。

## 隣の駅
四国旅客鉄道（JR四国）
■土讃線
■普通
土佐加茂駅 (K11) - 西佐川駅 (K12) - 佐川駅 (K13)